# 艾若亚敬
艾若亚敬（Gioacchino Salvetti，1769年1月29日—1843年9月21日）是天主教意大利籍主教，方济各会会士。曾任山西陕西宗座代牧（1815年-1838年）和山西宗座代牧（1838年-1843年）。
1769年1月29日，艾若亚敬出生于意大利托斯卡纳比萨附近的卡夏纳泰尔梅。原名多梅尼科·萨尔维蒂（Domenico Salvetti）。他在比萨圣罗马诺的方济各会修道院发愿修道，取圣名若亚敬。他先在佛罗伦萨诸圣教堂的修道院，后来去圣罗马诺和锡耶纳。1793年5月25日任神父。
1804年，他从里窝那出发，前往中国传教。他长途跋涉来到东方，经历了一段牢狱之苦，然后到达山西省的传教区，担任神学院院长。
1815年2月21日，庇护七世任命他为山西陕西宗座代牧，领欧雷亚主教衔。1817年2月16日，由居住在北京的南京主教毕学源祝圣。
1843年9月21日在山西祁县去世。
以下主教由艾若亚敬祝圣：
- Giovanni Antonio di Pompeiana, (1823)
- 冯尚仁 (1835)
- 李文秀 (1840)
- 方若望 (1840)
- 罗伯济 (1841)
- 孟振生 (1842)